# جام یوروامریکانا ۲۰۱۴
جام یوروامریکانا ۲۰۱۴ دومین نسخه از جام یوروامریکانا بود، یک تورنمنت دوستانه فوتبال مردان که توسط دایرکت‌تی‌وی ایجاد شد. این دوره از ۲۰ ژوئیه تا ۲ اوت ۲۰۱۴ در مکان‌های مختلف در سراسر قاره آمریکا برگزار شد. سیزده تیم از کونمبول و یوفا در مسابقات شرکت کردند. اروپا با نتیجه ۵–۴ قهرمان جام شد و آمریکای جنوبی را شکست داد.

## فرمت
هر مسابقه به مدت ۹۰ دقیقه برگزار می‌شد. در صورت تساوی بعد از ۹۰ دقیقه، برنده از طریق ضربات پنالتی مشخص می‌شد. به تیم برنده هر مسابقه یک امتیاز تعلق گرفت و کنفدراسیونی که بیشترین امتیاز را در پایان مسابقات کسب کرده بود قهرمان اعلام شد.

## شرکت کنندگان
| کنفدراسیون | تیم                  |
| ---------- | -------------------- |
| کونکاکاف   | آمریکا               |
| کونکاکاف   | سن‌خوزه ارث‌کوئیکز     |
| کونمبول    | استودیانتس           |
| کونمبول    | پالمیراس             |
| کونمبول    | یونیورسیداد کاتولیکا |
| کونمبول    | اتلتیکو ناسیونال     |
| کونمبول    | جونیور               |
| کونمبول    | آلیانزا لیما         |
| کونمبول    | یونیورسیتاریو        |
| یوفا       | اتلتیکو مادرید       |
| یوفا       | والنسیا              |
| یوفا       | موناکو               |
| یوفا       | فیورنتینا            |

## ورزشگاه‌ها
| بارانکیا                           | لیما                      | مکزیکوسیتی                    | سان فرانسیسکو       |
| ---------------------------------- | ------------------------- | ----------------------------- | ------------------- |
| ورزشگاه متروپولیتانو روبرتو ملیندز | ورزشگاه ملی               | ورزشگاه آزتکا                 | کندلستیک پارک       |
| کلمبیا                             | پرو                       | مکزیک                         | ایالات متحده آمریکا |
| گنجایش: ۴۶,۷۸۸                     | گنجایش: ۵۰,۰۰۰            | گنجایش: ۱۰۵,۰۰۰               | گنجایش: ۶۹,۰۰۰      |
|                                    |                           |                               |                     |
| میامی                              | لا پلاتا                  | سانتیاگو                      | سائو پائولو         |
| مارلینز پارک                       | ورزشگاه سیوداد د لا پلاتا | ورزشگاه سن کارلوس ده آپوکیندو | ورزشگاه پاکائمبو    |
| ایالات متحده آمریکا                | آرژانتین                  | شیلی                          | برزیل               |
| گنجایش: ۳۶,۷۴۲                     | گنجایش: ۵۳,۰۰۰            | گنجایش: ۱۶,۰۰۰                | گنجایش: ۴۰,۱۹۹      |
|                                    |                           |                               |                     |

## مسابقات
| آمریکا امتیاز: ۴ | اروپا امتیاز: ۵ |

| جونیور | ۰–۱   | موناکو          |
| ------ | ----- | --------------- |
|        | گزارش | - برباتوف ۴۵+۱' |

| اتلتیکو ناسیونال          | ۲–۴   | موناکو                                                   |
| ------------------------- | ----- | -------------------------------------------------------- |
| - تریلز ۶۳' - کاردونا ۸۸' | گزارش | - مارسیال ۶' - برباتوف ۱۶' - فابینیو ۳۹' - کاراسکو ۹۰+۲' |

| استودیانتس | ۰–۱   | فیورنتینا  |
| ---------- | ----- | ---------- |
|            | گزارش | - گومز ۲۹' |

| آلیانزا لیما | ۲–۲   | والنسیا                                                                                         |
| --- | ----- | ----------------------------------------------------------------------------------------------- |
| - گئوگوزیان ۱۳' - مونتس ۲۷'                                                                                           | گزارش | - الکاسر ۵۶' - اوتامندی ۶۲'                                                                     |
| ضربات پنالتی |       |                                                                                                 |
| - ایبانیز - آپاریسیو - تروجیلو - اوریبه - گونزالز-ویگیل - کان - گویزاسولا - خورخه مولینا - دونایر - فورسایت - ایبانیز | ۹–۸   | - الکاسر - اوتامندی - گومیس - باراژان - د پائول - فوگو - روئیز - پلاترو - گایا - دومنش - الکاسر |

| سن‌خوزه ارث‌کوئیکز                                  | ۰–۰   | اتلتیکو مادرید                           |
| ------------------------------------------------- | ----- | ---------------------------------------- |
|                                                   | گزارش |                                          |
| ضربات پنالتی                                      |       |                                          |
| - استیونسون - کرونین - اسکولر - فرانسیس - بارکلاج | ۳–۴   | - سیکیرا - گابی - میراندا - سوارس - نیگس |

| یونیورسیداد کاتولیکا | ۱–۰   | والنسیا |
| -------------------- | ----- | ------- |
| - مونیوز ۸۹'         | گزارش |         |

| آمریکا                                            | ۰–۰   | اتلتیکو مادرید                                 |
| ------------------------------------------------- | ----- | ---------------------------------------------- |
|                                                   | گزارش |                                                |
| ضربات پنالتی                                      |       |                                                |
| - ر. خیمنز - زونیگا - ولاسکو - بورون - ه. گونزالس | ۳–۲   | - گابی - سیکیرا - کوکه - ماریو سوارس - میراندا |

| پالمیراس                         | ۲–۱   | فیورنتینا  |
| -------------------------------- | ----- | ---------- |
| - ویکتور لوئیس ۱۴' - لیاندرو ۳۵' | گزارش | - روسی ۷۲' |

| یونیورسیتاریو | ۰–۱   | فیورنتینا      |
| ------------- | ----- | -------------- |
|               | گزارش | - بریلیانت ۳۳' |

## گلزنان
| رتبه | بازیکن            | باشگاه               | تعداد گل |
| ---- | ----------------- | -------------------- | -------- |
| ۱    | دیمیتار برباتوف   | موناکو               | ۲        |
| ۲    | پاکو الکاسر       | والنسیا              | ۱        |
| ۲    | یاشوا بریلیانت    | فیورنتینا            | ۱        |
| ۲    | فابینیو           | موناکو               | ۱        |
| ۲    | یانیک کاراسکو     | موناکو               | ۱        |
| ۲    | ماریو گومز        | فیورنتینا            | ۱        |
| ۲    | مائورو گئوگوزیان  | آلیانزا لیما         | ۱        |
| ۲    | لیاندرو           | پالمیراس             | ۱        |
| ۲    | آنتونی مارسیال    | موناکو               | ۱        |
| ۲    | مائوریسیو مونتس   | آلیانزا لیما         | ۱        |
| ۲    | خوزه لوئیس مونیوز | یونیورسیداد کاتولیکا | ۱        |
| ۲    | نیکولاس اوتامندی  | والنسیا              | ۱        |
| ۲    | سباستین پرز       | اتلتیکو ناسیونال     | ۱        |
| ۲    | جوزپه روسی        | فیورنتینا            | ۱        |
| ۲    | سانتیاگو تریلز    | اتلتیکو ناسیونال     | ۱        |
| ۲    | ویکتور لوئیس      | پالمیراس             | ۱        |